# Вагхальтер, Владислав
Владислав Вагхальтер (пол. Władysław Waghalter; 10 апреля 1885, Варшава — 20 октября 1940, Берлин) — польско-немецкий скрипач еврейского происхождения. Представитель четвёртого поколения семьи скрипачей, начало которой положил Лейбусь Вагхальтер (пол. Lejbuś Waghalter; 1790—1868). Брат Генрика и Игнаца Вагхальтеров.

## Биография
Учился у своего отца, затем в Варшавской консерватории у Изидора Лотто, а с 1899 году в Берлине у Йозефа Иоахима и Андреаса Мозера. В 1903 году удостоен Мендельсоновской стипендии. С 1905 г. концертмейстер Штутгартской придворной капеллы. В 1912—1933 гг. первая скрипка Берлинской оперы, в течение ряда лет работал под руководством своего брата Игнаца, который также посвятил ему свою скрипичную сонату (1907). Руководил также собственным струнным квартетом (с Овсеем Швиффом, Рудольфом Руманом и Хансом Краусом).
После прихода в Германии к власти нацистов погиб в концентрационном лагере. Также были убиты его жена Иоганна и дочь Рут Вагхальтер, пианистка. Вторая дочь, Йоланта Вагхальтер, также скрипачка, сумела выжить.
В память о Вагхальтере установлен камень преткновения в Берлине по адресу Бранденбург-штрассе, 43.